# 西善寺 (埼玉県横瀬町)
西善寺（さいぜんじ）は、埼玉県秩父郡横瀬町にある臨済宗南禅寺派の寺院で、山号は清泰山と号する。樹齢600年を超えるコミネカエデの巨木が県の指定天然記念物となっている。
本尊真言：おん まか きゃろにきゃ そわか
ご詠歌：ただたのめまことの時は西善寺 きたりむかへん弥陀の三尊

## 歴史
1460年（寛正元年）、竹印昌岩によって開山された。当初は「西禅寺」という名称であった。そして、とある旅の僧侶が武甲山の麓に建てた根岸堂も管理するようになった。
永正年間（1504年 - 1521年）、関東管領上杉憲房によって中興された。その際に「西善寺」に改称し、根岸堂も当寺境内に移している。
明治の廃仏毀釈により根岸堂は破却、中に安置してあった十一面観音は本堂に移された。この十一面観音は秘仏であるが、12年に1度午年に開帳される。
当寺はコミネカエデの寺として知られている。樹齢600年の巨木であり、埼玉県の天然記念物に指定されている。

## 文化財
- 西善寺のコミネカエデ（埼玉県指定天然記念物 昭和25年3月30日指定）[3]

## 交通アクセス
- 西武秩父駅または秩父駅より西武観光バス「松枝・長渕・根古屋ゆき」にて「根古屋」下車 徒歩10分
- 横瀬駅より徒歩30分（2.3km）
- 六番札所卜雲寺より徒歩26分
- 七番札所法長寺より徒歩20分

## 前後の札所
秩父札所（江戸巡礼古道）
7 法長寺 -- (1.2km)-- 8 西善寺 -- (1.8km)-- 9 明智寺
または
7 法長寺 -- (0.7km)-- 6 卜雲寺 -- (1.7km)-- 8 西善寺